# 西迪灰蝶屬
西迪灰蝶屬（學名：Sidima）是灰蝶科眼灰蝶亞科中的一個屬。物種分佈於馬來群島及新畿內亞島。

## 物種
- Sidima amarylde
- 西迪灰蝶 （Sidima idamis）
- Sidima murayamai
- Sidima sulawesiana